# París-Tours 1991
La París-Tours 1991 fue la 85.ª edición de la clásica París-Tours. Se disputó el 13 de octubre de 1991 y el vencedor final fue el belga Johan Capiot del equipo TVM-Sanyo.
Era la undécima cursa de la Copa del Mundo de ciclismo de 1991

## Clasificación general
|    | Ciclista          | Equipo              | Tiempo     |
| -- | ----------------- | ------------------- | ---------- |
| 1  | Johan Capiot      | TVM-Sanyo           | 7h 28' 48" |
| 2  | Olaf Ludwig       | Panasonic-Sportlife | m. t.      |
| 3  | Nico Verhoeven    | PDM-Acorde          | m. t.      |
| 4  | Adri van der Poel | Tulip Computers     | m. t.      |
| 5  | Rolf Sørensen     | Ariostea            | m. t.      |
| 6  | Peter Pieters     | Tulip Computers     | m. t.      |
| 7  | Laurent Jalabert  | Toshiba             | m. t.      |
| 8  | Frankie Andreu    | Motorola            | m. t.      |
| 9  | Johan Museeuw     | Lotto-Super Club    | m. t.      |
| 10 | Rudy Verdonck     | Weinmann            | m. t.      |